# Медіаекономіка
Медіа-економіка як галузь науки досліджує економічні умови функціонування засобів масової інформації (ЗМІ). Якщо у минулому під засобами масової інформації розуміли журналістські медіа, то на сьогоднішній день такі ЗМІ (або медіа) охоплюють також усі розгалудження цифрових медіа, як наприклад, Facebook, WhatsApp, Google тощо. Мета медіа-економіка полягає насамперед у дослідженні засобів масової інформації як окремих підприємств, ринків ЗМІ, споживацьких інтересів, державного регулювання та впливу ЗМІ на суспільство за допомогою методів економічного аналізу.
Поруч з іншими дисциплінами, як наприклад, медіаграмотність, медіа-освіта, медіа-культура тощо медіа-економіка може бути віднесеною до медіазнавства.
Через те, що в Україні економічна гілка в журналістиці є малорозвиненою, медіа-економіка як дисципліна виникла досить недавно. Усього кілька університетів, такі як ЛНУ ім. Франка, ХНУ ім. Каразіна тощо пропонують курси під відповідними назвами.
Медіа-економіка виникла в США у 1960-70 рр. у період економічної трансформації різних секторів економіки, зокрема, кабельних мереж, ринку телебачення, та набула подальшого розповсюдження у період популяризації WWW та соціальних мереж. Засновником медіа-економіки можна вважати дослідника Роберта Пікарда, який у 1989 році опублікував відповідну монографію.
Медіа-економіка граничить з медіа-менеджментом. На відміну від медіа-економіки, медіа-менеджмент піклується про керівництво та функціонування медіа-підприємств. На відміну від медіа-економіки, маркетинг, рекламний менеджмент та медіа-планування вивчаються питання, як використовувати мас-медіа у маркетингових цілях.